# ABC tehnike
ABC tehnike hrvatski je časopis s područja popularizacije i primjene tehničke kulture. Kroz više od 50 godina izlaženja opisao je mnoge događaje, inovacije, makete i tehničke dosege.
Od 2014. više ne izlazi u tiskanom obliku, ali krajem svake godine može se naručiti tvrdi uvez godišnjeg izdanja koje broji oko 380 stranica.

## Povijest
U polustoljetnoj povijesti časopisa ABC tehnike više od tisuću autora objavljivalo je na njegovim stranicama svoje priloge - od mladih tehničara i studenata tehnike do pedagoga tehničke kulture, sveučilišnih profesora i znanstvenika.
Prvi glavni i odgovorni urednik bio je Slavko Humek, a nasljednici su mu bili Božidar Javorović, Vahid Češo, Ante Rodin, Zdenko Jelčić, Vjekoslav Bosnar, Miloš Gračanin i Karmelo Gaspić, Dubravko Malvić, dok je danas glavni urednik Zoran Kušan. Urednici časopisa bili su Ivan Paprika, Marcel Čukli i Miljenko Ožura te sada Zoran Kušan, a za njegov likovni i tehnički izgled skrbili su se Dragutin Trumbetaš, Mirko Mikolić, Ante Šuvar, Hinko Bohr a danas Zoran Kušan.
O časopisu su se skrbili i drugi: novinar Ivan Lučić, skladištari Tomislav Vidović, Mirko Pasarić, Igor Mihaljević i Damir Bedić, tajnice Jelica Čovlek, Emica Nemec i Sandra Havliček, te Zorka Horvatić i Marina Zlatarić (lektura).
Uređivačku koncepciju časopisa predlagao je i stvarao Izdavački savjet na čijem su čelu bili Vojislav Vukotić, Stjepan Briški, prof. dr. Milan Androić, Vladimir Škarica, Vladimir Galeković, Đorđe Đurić, dr. Zvonimir Jakobović, prof. dr. Darko Maljković, a danas mu je predsjednik akademik Marin Hraste.
Dosadašnja naklada ABC tehnike iznosi gotovo 10 milijuna primjeraka. Časopis je dobitnik dobitnik Državne nagrade tehničke kulture "Faust Vrančić".

## Sadržaj
Časopis objavljuje priloge vezane za populatizaciju tehničke kulture. Hrvatska zajednica tehničke kulture, izdavač ABC-a, održava svoje mrežne stranice i na njihovim stranicama se mogu naći najnoviji brojevi časopisa u PDF formatu.

## Vanjske poveznice
Mrežna mjesta
- ABC tehnike  Arhivirana inačica izvorne stranice od 23. siječnja 2018. (Wayback Machine), službeno mrežno mjesto
- ABC tehnike Hrvatska tehnička enciklopedija, portal hrvatske tehničke baštine. LZMK